# Sean Longstaff
Sean David Longstaff (* 30. Oktober 1997 in North Shields) ist ein englischer Fußballspieler, der als Mittelfeldspieler für Leeds United spielt.

## Karriere
Longstaff begann seine Karriere bei der Jugendmannschaft von Newcastle United. Im Januar 2017 wechselte er als Leihgabe an den schottischen Premiership-Club Kilmarnock, zusammen mit Callum Roberts und Freddie Woodman. Er wechselte Juli 2017 für eine Saison als Leihspieler zum FC Blackpool.
Longstaff beeindruckte Trainer Rafael Benitez in der Saisonvorbereitung und wurde im November 2018 mit einem Vierjahresvertrag belohnt. Longstaffs erster Auftritt für die A-Mannschaft war im Dezember 2018 bei einer 0:4-Niederlage gegen den FC Liverpool. Zwei Wochen später, nach seinem ersten Start im FA-Cup, absolvierte Longstaff sein erstes volles in der Premier League bei Chelsea. Danach folgte sein erstes Tor in der FA-Cup-Serie gegen Blackburn Rovers, ehe er den entscheidenden Elfmeter zum 2:1-Sieg von Newcastle gegen den Meister Manchester City im Januar 2019 herausholte.
Im Juli 2025 wechselte er zu Leeds United und unterschrieb dort einen Vertrag bis 2029.

## Privates
Sein jüngerer Bruder Matty ist ebenfalls Fußballer und spielt ebenfalls für Newcastle. Sein Vater David Longstaff ist ein bekannter Eishockeyspieler.